# Переяславский детинец
Переяславский детинец — ядро древнерусского Переяславля (нынешнего Переяслава), располагавшееся на мысовидном возвышении близ впадения реки Альты в Трубеж.
Укреплённый детинец был защищён обеими реками с западной и южной сторон. Его площадь составляла 10 га. К детинцу с востока и севера примыкал укреплённый окольный город площадью 80 га. Детинец был мощным оборонительным сооружением, окружённым валом и рвом. По ширине вала проходило несколько рядов дубовых городен, а внешний край был укреплён кладкой из сырцовых кирпичей.
В северной части детинца размещался княжеский двор с Княжескими воротами, а в южной — епископский двор с Епископскими воротами. Главной постройкой епископского двора, как и всего детинца, был Михайловский собор, построенный к 1089 году. Он был одним из крупнейших храмов на Руси того времени и являлся усыпальницей переяславских князей. Рядом с ним, на епископском дворе находился епископский дворец. К северу от Епископких ворот находилась небольшая летописная Андреевская церковь, а севернее дворцового сооружения безымянная однонефная церковь с притвором. На княжеском дворе в северной части детинца находилась летописная церковь Успения Богородицы, построенная Владимиром Мономахом в 1098 году. В северо-западной части детинца по соседству с княжеским двором находилась небольшая бесстолпная церковь XII века.
Детинец, как и весь Переяславль, был разрушен в результате взятия города войсками хана Батыя в 1239 году. В последующие столетия территория древнего города вновь застраивалась, и сохранности его остатков был причинён значительный урон. Сохранившаяся часть укреплений стала основой Переяславской крепости XVI—XVIII веков.

## Галерея

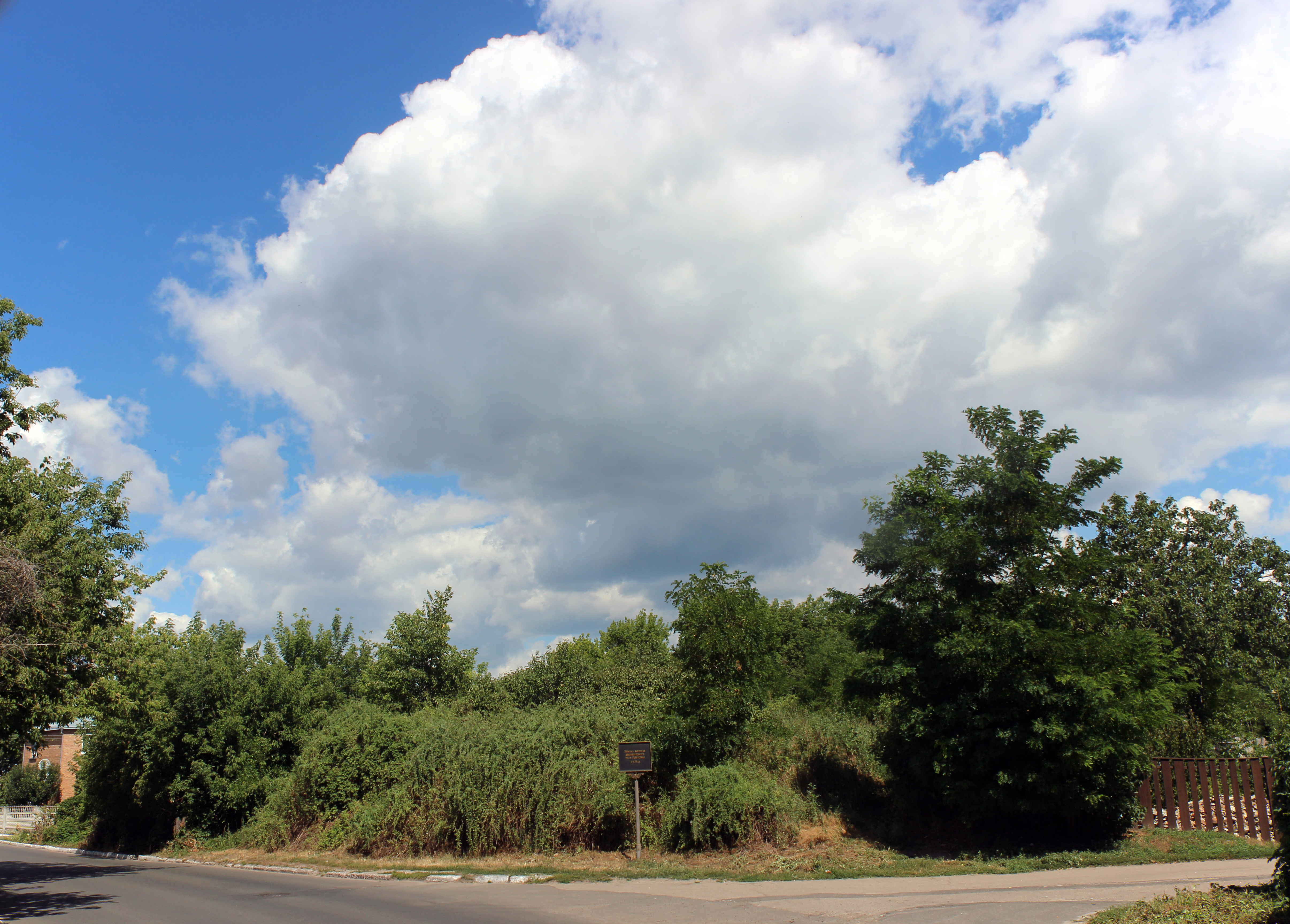
Следы земляных укреплений
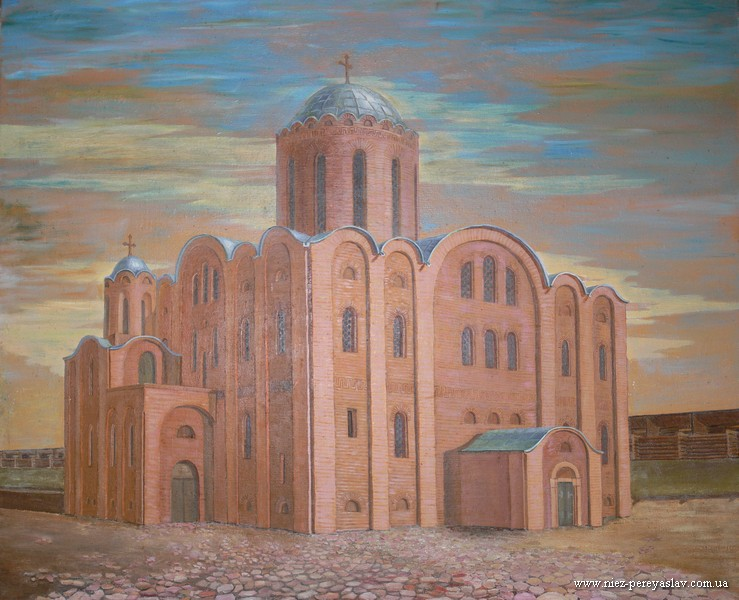
Реконструкция Михайловского собора
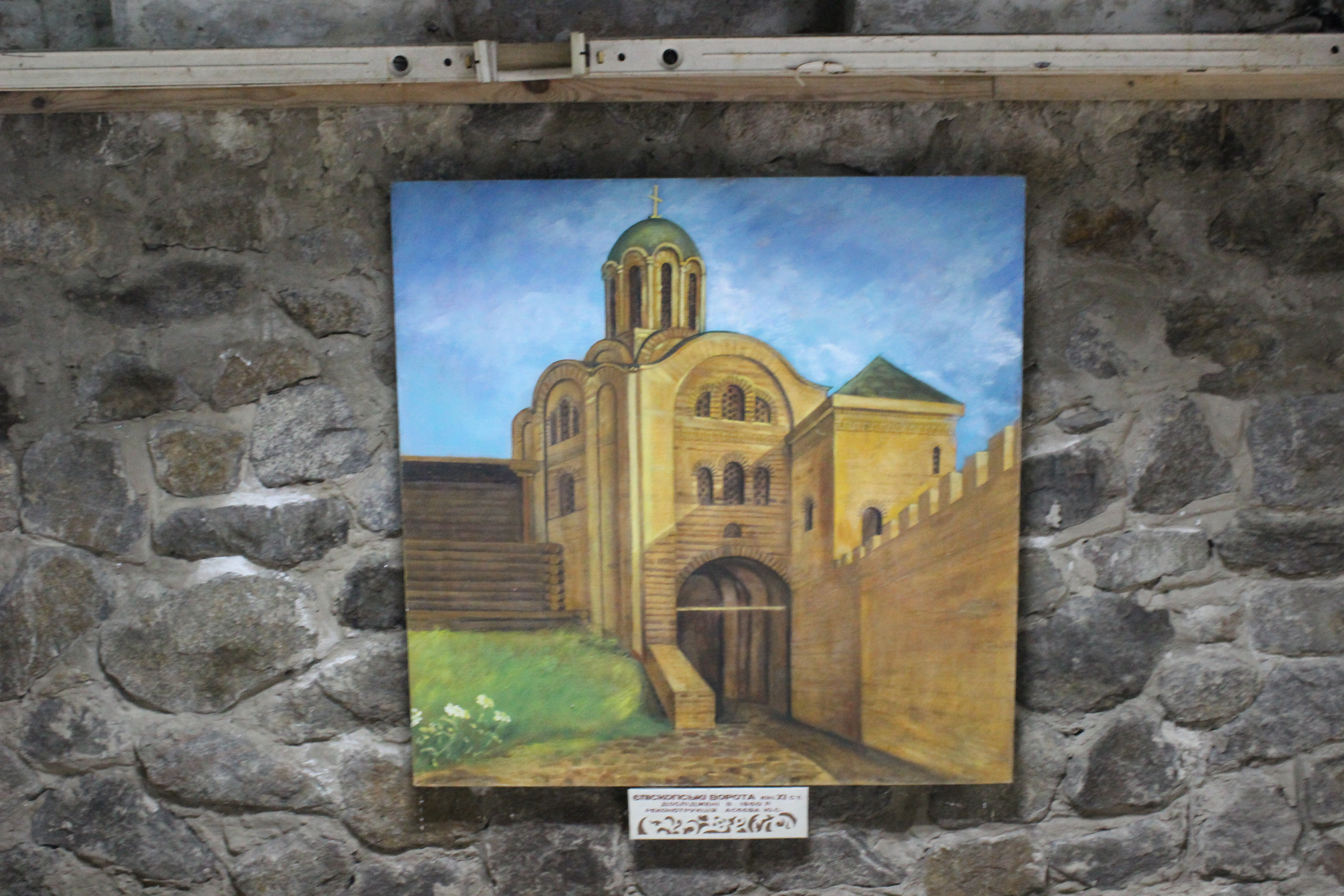
Реконструкция Епископских ворот